# 古屋浩明
古屋 浩明（ふるや ひろあき）は、日本の人事院官僚。人事院事務総長を経て、人事官。

## 来歴・人物
北海道旭川市出身。北海道旭川東高等学校を経て、1980年東北大学法学部卒業、人事院入庁。給与局給与第一課長、人事課長を経て、2009年職員福祉局次長。2012年から給与局長を務め、国家公務員の給与引き下げ関連法案の整備などにあたった。2017年事務総長。2020年吉田耕三の後任の人事官に就任。2024年人事官を退任。